# Чалог, Бенедек
Бенедек Чалог (венг. Csalog Benedek, 1965, Будапешт, Венгрия) — венгерский флейтист, специализируется на музыке барокко и раннего классицизма.

## Биография
Бенедек Чалог родился в Будапеште в 1965 году, младший брат пианиста и музыкального педагога Габора Чалога. Учился играть на фортепиано и флейте. Окончил Музыкальную академию Ференца Листа в Будапеште (класс Tihamér Elek). Изучал барочную флейту в Гаагской консерватории под руководством Бартольда Кёйкена, окончил её в 1991 году.
Выступал как солист в странах Европы, в Японии, США, Бразилии, странах Ближнего Востока и Средней Азии. Постоянный участник фестивалей старинной музыки в Париже, Иннсбруке, Утрехте, Брюгге. Участвовал в фестивале «EarlyMusic» (Санкт-Петербург).
Бенедек Чалог являлся художественным директором Летней школы старинной музыки в Токае. С 1992 по 2007 год Бенедек Чалог был преподавателем барочной флейты в Лейпцигской высшей школе музыки и театра. В качестве приглашённого профессора преподавал в Franz Doppler Institute. В настоящее время преподает в Музыкальной академии Быдгощи. Проводит мастер-классы в России, Бразилии, Европе и Японии.
Сотрудничает с лейблами «Hungaroton» и «Ramee», записал десять дисков. Флейтист часто исполняет редкие произведения малоизвестных композиторов: Мишеля Блаве, Жак-Кристоф Нодо и других.
В настоящее время играет на флейте Philippe-Allain Dupre, Paris, 2016.

## Награды[3]
- 1995. Конкурс исполнителей барочной флейты в Орландо (США). Победитель.
- 1996. Конкурс старинной музыки в Брюгге. Победитель.
- 1999. Конкурс имени Й. Х. Шмельцера в Мельке. Победитель.

## Избранная дискография[4]
- Johann Joachim Quantz: 4 Flute Concertos. Balasz Mate (Conductor), Aura Musicale (Orchestra), Benedek Csalog. Audio CD. April 15, 2000. Hungaroton. ASIN: B00004SZFH.
- Johann Sebastian Bach: a Flauto traverso/The Four Authentic Flute Sonatas. Benedek Csalog, Miklós Spányi. Audio CD. May 24, 2005. RAMÉE. ASIN: B0009SOIYM.
- Giuseppe Antonio Paganelli: Trio Sonatas. Benedek Csalog, Laszlo Paulik, Balasz Mate, Carmen Leoni. Audio CD. October 5, 2004. Hungaraton. ASIN: B0007QR8UW.
- Johann Joachim Quantz: 7 Flute Sonatas. Benedek Csalog, Rita Papp. Audio CD. January 28, 2003. Hungaroton. ASIN: B000083MER.
- Arcangelo Corelli. Six Sonatas. Op. 5. №1—6. Benedek Csalog, Leon Berben. Audio CD. January 14, 2000. Hungaroton. ASIN: B00000I6FL.